# Milán AC 1991/1992
AC Milán v sezóně 1991/1992 (tehdy pod názvem Milán AC) se stal vítězem Serie A. V Italském poháru postoupil do semifinále, kde prohrál s Juventusem Turín. Evropský pohár AC Milán v této sezóně nehrál, protože byl potrestán ročním zákazem startu za to, že odmítl dohrát zápas s Olympique Marseille v PMEZ 1990/1991.

## Soupiska a statistiky
| Post           | Jméno                 | Narozen      | Stát       | Liga z/g | Pohár z/g | Celkem |
| -------------- | --------------------- | ------------ | ---------- | -------- | --------- | ------ |
| Brankaři       |                       |              |            |          |           |        |
| Brankář        | Sebastiano Rossi      | 20. 7. 1964  | Itálie     | 30/18    | 1/0       | 31/18  |
| Brankář        | Francesco Antonioli   | 14. 9. 1969  | Itálie     | 4/3      | 7/6       | 11/9   |
| Obránci        |                       |              |            |          |           |        |
| Obránce        | Franco Baresi         | 8. 5. 1960   | Itálie     | 33/0     | 6/1       | 39/1   |
| Obránce        | Mauro Tassotti        | 19. 1. 1960  | Itálie     | 33/0     | 5/0       | 38/0   |
| Obránce        | Paolo Maldini         | 26. 6. 1968  | Itálie     | 31/3     | 7/1       | 38/4   |
| Obránce        | Alessandro Costacurta | 24. 4. 1966  | Itálie     | 30/1     | 6/0       | 36/1   |
| Obránce        | Filippo Galli         | 19. 5. 1963  | Itálie     | 8/0      | 5/1       | 13/1   |
| Obránce        | Enzo Gambaro          | 23. 2. 1966  | Itálie     | 5/0      | 4/0       | 9/0    |
| Záložníci      |                       |              |            |          |           |        |
| Záložník       | Frank Rijkaard        | 30. 9. 1962  | Nizozemsko | 30/5     | 5/0       | 35/5   |
| Záložník       | Roberto Donadoni      | 9. 9. 1963   | Itálie     | 30/1     | 6/0       | 36/1   |
| Záložník       | Demetrio Albertini    | 23. 8. 1971  | Itálie     | 28/3     | 5/0       | 33/3   |
| Záložník       | Alberigo Evani        | 1. 1. 1963   | Itálie     | 27/1     | 4/0       | 31/1   |
| Záložník       | Diego Fuser           | 11. 11. 1968 | Itálie     | 15/4     | 7/0       | 22/4   |
| Záložník       | Carlo Ancelotti       | 10. 6. 1959  | Itálie     | 12/2     | 6/0       | 18/2   |
| Útočníci       |                       |              |            |          |           |        |
| Útočník        | Daniele Massaro       | 23. 5. 1961  | Itálie     | 32/9     | 6/0       | 38/9   |
| Útočník        | Marco van Basten      | 31. 10. 1964 | Nizozemsko | 31/25    | 7/4       | 38/29  |
| Útočník        | Ruud Gullit           | 1. 9. 1962   | Nizozemsko | 26/7     | 1/1       | 27/8   |
| Útočník        | Marco Simone          | 7. 1. 1969   | Itálie     | 15/7     | 4/1       | 19/8   |
| Útočník        | Aldo Serena           | 25. 6. 1960  | Itálie     | 9/0      | 6/0       | 15/0   |
| Útočník        | Giovanni Cornacchini  | 22. 7. 1965  | Itálie     | 3/0      | 2/0       | 5/0    |
| Realizační tým |                       |              |            |          |           |        |
| Trenér         | Fabio Capello         | 18. 6. 1946  | Itálie     | 34/0     | 8/0       | 42/0   |
| As. trenéra    | Italo Galbiati        | 8. 8. 1937   | Itálie     | 34/0     | 8/0       | 42/0   |

- - poznámka: brankaři mají góly obdržené